# Vangaindrano (district)
Vangaindrano is een district van Madagaskar in de regio Atsimo-Atsinanana. Het district telt 312.302 inwoners (2011) en heeft een oppervlakte van 4.861 km², verdeeld over 29 gemeentes. De hoofdplaats is Vangaindrano.